# Egg Island (Alaska)
Egg Island (aleutisch: Ugalĝa) ist eine unbewohnte Insel der zu den Aleuten gehörenden Fox Islands. Sie liegt östlich vor Sedanka Island und ist gleichzeitig  die östlichste Insel der US-amerikanischen Aleutians West Census Area. Egg Island ist 1,3 km² groß und beherbergt die größte bekannte Kolonie von Gelbschopflunden.
Der Name Eier-Insel stammt vermutlich vom russischen Seefahrer Gawriil Andrejewitsch Sarytschew, der das kleine Eiland 1826 auf einer Expedition zur Kartographierung des nördlichen Pazifiks im Auftrag der russischen Marine entdeckte. Es könnte auch sein, dass  Sarichev die russischen Bezeichnungen von Egg Island, "Ostrov Ugalgan" bzw. "Ugalgan Island", aus Karten des russischen Entdeckers Pjotr Kusmitsch Krenizyn übernommen hat.

## Einzelbelege
1. ↑  Anthony J. Gaston, Ian L. Jones: The Auks. Oxford University Press, Oxford 1998, ISBN 0-19-854032-9, S. 299.